# Haití en los Juegos Olímpicos de Ámsterdam 1928
Haití estuvo representado en los Juegos Olímpicos de Ámsterdam 1928 por dos deportistas masculinos que compitieron en atletismo.

## Medallistas
El equipo olímpico haitiano obtuvo las siguientes medallas:
| Nombre       | Deporte   | Competición         |
| ------------ | --------- | ------------------- |
| Oro          |           |                     |
| —            |           |                     |
| Plata        |           |                     |
| Silvio Cator | Atletismo | Salto de longitud M |
| Bronce       |           |                     |
| —            |           |                     |